# 工芸指導所
工芸指導所（こうげいしどうしょ）とは、日本固有の金工、木工、漆工、その他各種工芸産業の改善発達を図るため1928年に設立された国立の研究指導機関。
1952年に通商産業省工業技術院産業工芸試験所と改称した。

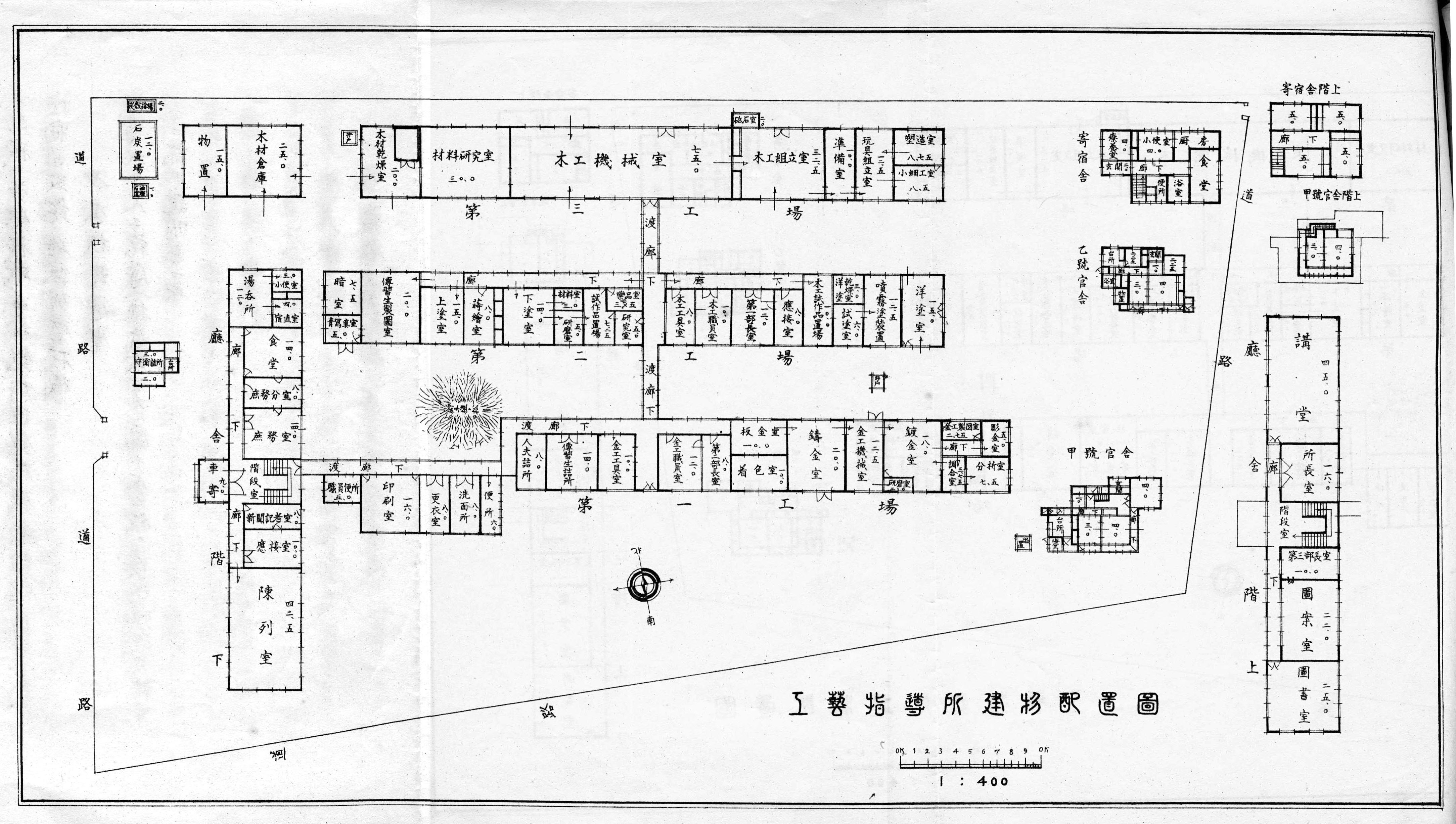

## 沿革[1]
- 1927年12月　商工省の予算に工芸指導所設置に関する経費27万円を計上した。しかし商工省が「美術工芸」を所管することには大蔵省から異論もあったため、東北の未利用資源の開発、東北工芸産業の育成その他を主目的に加えて再度要求した結果認められた。直接の立案担当者は工務局工政課長の吉野信次（途中で竹内可吉に引き継ぎ）であった。国立の工芸指導所が仙台に設けられたのは、宮城県出身の藤沢幾之輔が商工大臣に就任したとき、東北の振興を目的として設立案を提出したことによる。[2]
- 1928年　
  - 3月31日　官制公布（勅令第47号）、国井喜太郎を所長に任命。[3]
  - 10月　仙台市二十人町通10番地の土地約10,000平米に庁舎と工場が竣工。
  - 11月　商工省内の仮事務所を閉鎖して移転。設立当初の年間予算は約70,000円（経常部）という、国立の機関としては極めて小規模であった。
  - 組織：　第一部（木工、塗工、玩具）、第二部（鋳造、鈑金、化学）、第三部（図案設計、彫塑、写真及印刷）、庶務課、調査係、伝習生係
- 1929年
  - 2月1日　第1回伝習生事業開始
  - 6月3日　機関誌「工芸指導」創刊
- 1932年　6月28日　月刊機関誌「工芸ニュース」創刊
- 1933年
  - 5月5日　出張員事務室を商工省内に開設。
  - 11月10日　来朝中のドイツ建築家ブルーノ・タウトが嘱託となる（～1934年3月）。
- 1934年　タウトの指導の下で椅子及び照明器具の規範原型を研究発表する。
- 1937年
  - 8月12日　工芸指導所官制改正（勅令427）　「木工品及金属工芸品」を「工芸品」に改め事業対象を拡大。
  - 7月～12月　東京出張員事務室を一時東京高等工芸学校内に移転。
- 1939年
  - 1月　関西出張員事務室を大阪府立工業奨励館に置く。
  - 6月　商工省化学局の所管となる
  - 8月1日　関西支所を大阪市江の子島に新設。支所長　斉藤信次。
- 1940年
  - 10月　東京出張員室を西巣鴨の新庁舎に移転。
  - 11月　貿易局の嘱託であったシャルロット・ペリアンを講師として招聘。
  - 12月　本所を西巣鴨の新庁舎に移転し、従来の仙台庁舎を東北支所（支所長　寺坂毅）に改める。
- 1941年　関西支所長　豊口克平。
- 1943年
  - 3月　国井所長退官、斉藤信治所長。斉藤嘉兵衛の寄付による漆化学研究室竣工。
  - 10月　「工芸ニュース」を「工芸指導」に改名。
  - 11月　農商務省生活物資局に移管。
- 1944年
  - 航空機木製化の研究指導。
  - 11月「工芸指導」休刊。
- 1945年
  - 3月14日　関西支所が空襲のため全焼。
  - 4月14日　東京本所が空襲により全焼。仮事務所を世田谷、横浜に設置。
  - 8月　農商務省廃止により商工省に移管。
  - 12月　本所試験部、工作部は東北支所に移し、指導部、設計部、庶務課は東京都杉並区久我山の岩崎通信機株式会社の一部を借りて業務を再開。
- 1946年
  - 4月～　GHQ指令による連合軍家族住宅用家具の設計並びに生産指導に当たる。
  - 6月1日　「工芸ニュース」復刊第1号を高山書院より発刊。
- 1948年
  - 2月1日　本所を神奈川県川崎市久地の日本光学津田山工場を借りて移転。分室を麻布区三河台町（工芸学会内）に置く。
  - 7月21日　東北支所長 安倍郁二。
  - 8月1日　福岡県より久留米工業試験場の寄贈を受け、九州支所を福岡県久留米市に新設。
  - 商工省外局 工業技術庁の所管となる。
- 1949年
  - 2月20日　九州支所長　豊田勝秋。
  - 6月3日　斉藤所長退官、松崎福三郎所長。
  - 10月　関西支所を布施市高井田中に移す。
- 1950年 7月　イサム・ノグチ来所。
- 1951年
  - 3月31日　工業技術庁設置法施行令改正により工芸意匠及び包装に関する業務を行う。
  - 本所を東京都大田区下丸子町に移す。
  - 4月17日　レイモンド・ローウィ来所、デザイン研究懇談会。
- 1952年
  - 1月　関西支所長　八井孝二。
  - 4月　通商産業省 工業技術院 産業工芸試験所 （Industrial Arts Institute　略称　IAI） と改称。